# Hilger Flamm
Hilger Flamm (* 29. September 1925 in Berlin; † 29. Juni 2012 in Düsseldorf-Gerresheim) war ein deutscher Maschinenbauingenieur und Hochschullehrer an der Technischen Fachhochschule Berlin.

## Leben
Hilger Flamm wurde als Sohn des Schiffbauingenieurs und ehemaligen Rektors der Technischen Hochschule Charlottenburg, Oswald Flamm, geboren. Nach dem Notabitur im Herbst 1943 wurde er als Jagdflieger zur Wehrmacht eingezogen. Nachdem er abgeschossen und in sowjetische Kriegsgefangenschaft geraten war, verbrachte er Jahre im Arbeitslager Workuta und wurde erst 1952 entlassen.
Flamm studierte an der TU Berlin bei Walter Pflaum Maschinenbau und war anschließend bei der AEG beschäftigt. 1969 wurde er als Professor für Thermodynamik, Konstruktion und Technische Mechanik an die Beuth-Akademie berufen, die wenig später in der Technischen Fachhochschule Berlin aufging. Hier leitete er das Labor für Kraft- und Arbeitsmaschinen und unterhielt intensive Kontakte zur Industrie.
Ab 1980 war er für mehrere Jahre Fachbereichssprecher des Studiengangs Maschinenbau.
Hilger Flamms Urnengrab befindet sich in Saarbrücken.